# Showdown (filme de 1963)
Showdown (Brasil: Abatendo Um a Um ) é um filme estadunidense de 1963, em preto e branco, do gênero faroeste, dirigido por R. G. Springsteen, roteirizado por Ric Hardman, música de Hans J. Salter.

## Sinopse
Em uma pequena cidade da fronteira mexicana, dois vaqueiros errantes, são aprisionados numa estaca com outros criminosos, que fogem e passam a disputar um valor roubado por seu líder.

## Elenco
- Audie Murphy ....... Chris Foster
- Kathleen Crowley ....... Estelle
- Charles Drake ....... Bert Pickett
- Harold J. Stone ....... Lavalle
- Skip Homeier ....... Caslon
- L.Q. Jones ....... Foray
- Strother Martin ....... Charlie Reeder
- Charles Horvath ....... Hebron
- John McKee ....... Delegado Beaudine
- Henry Wills ....... Chaca
- Joe Haworth ....... guarda
- Kevin Brodie ....... Buster
- Carol Thurston
- Dabbs Greer